# Chesny

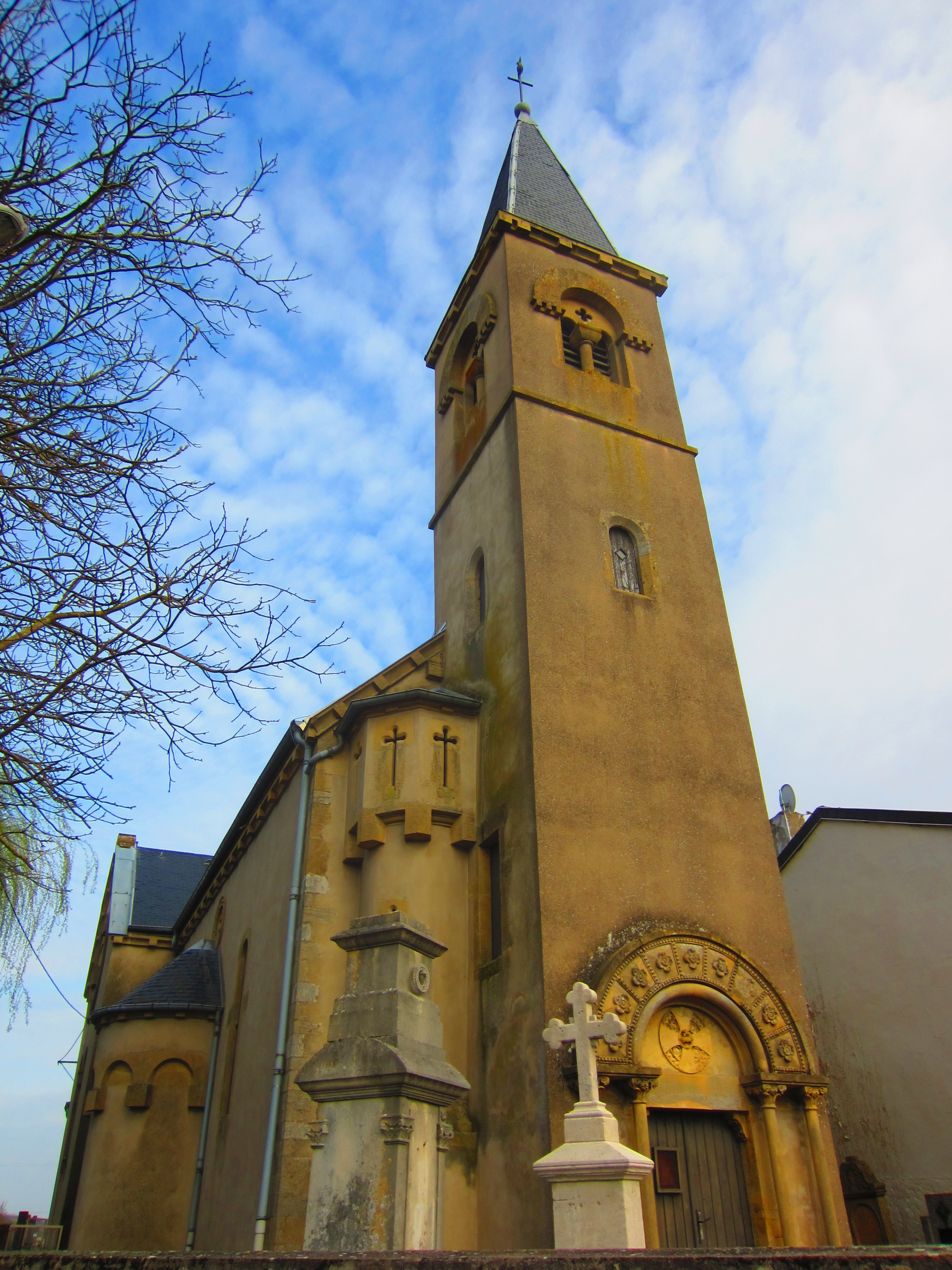
Kirche St. Nicolas

Chesny ist eine französische Gemeinde mit 557 Einwohnern (Stand 1. Januar 2022) im Département Moselle in der Region Grand Est (bis 2015 Lothringen). Sie gehört zum Arrondissement Metz.

## Geographie
Chesny liegt in Lothringen, etwa zehn Kilometer südöstlich von Metz und sechs Kilometer nordöstlich von Verny auf einer Höhe zwischen 190 und 233 m über dem Meeresspiegel. Das Gemeindegebiet umfasst 4,36 km².

## Geschichte
Das Dorf gehörte früher zum Bistum Metz.
Durch den Frankfurter Frieden vom 10. Mai 1871 kam die Region an das deutsche Reichsland Elsaß-Lothringen, und das Dorf wurde dem Landkreis Metz im Bezirk Lothringen zugeordnet. Die Dorfbewohner betrieben Getreide-,  Obst- und Gemüsebau sowie Viehzucht und Viehhandel.
Nach dem Ersten Weltkrieg musste die Region aufgrund der Bestimmungen des Versailler Vertrags 1919 an Frankreich abgetreten werden. Im Zweiten Weltkrieg war die Region von der deutschen Wehrmacht besetzt.
Das Dorf trug 1915–1919 und 1940–1944 den eingedeutschten Namen Kessenach.

### Demographie
| Anzahl Einwohner seit Anfang des 20. Jahrhunderts | Anzahl Einwohner seit Anfang des 20. Jahrhunderts | Anzahl Einwohner seit Anfang des 20. Jahrhunderts | Anzahl Einwohner seit Anfang des 20. Jahrhunderts | Anzahl Einwohner seit Anfang des 20. Jahrhunderts | Anzahl Einwohner seit Anfang des 20. Jahrhunderts | Anzahl Einwohner seit Anfang des 20. Jahrhunderts | Anzahl Einwohner seit Anfang des 20. Jahrhunderts | Anzahl Einwohner seit Anfang des 20. Jahrhunderts |
| ------------------------------------------------- | ------------------------------------------------- | ------------------------------------------------- | ------------------------------------------------- | ------------------------------------------------- | ------------------------------------------------- | ------------------------------------------------- | ------------------------------------------------- | ------------------------------------------------- |
| Jahr                                              | 1962                                              | 1968                                              | 1975                                              | 1982                                              | 1990                                              | 1999                                              | 2007                                              | 2019                                              |
| Einwohner                                         | 229                                               | 137                                               | 328                                               | 299                                               | 286                                               | 370                                               | 437                                               | 577                                               |